# KDevelop
KDevelop je svobodné integrované vývojové prostředí pro KDE. KDevelop neobsahuje vlastní kompilátor, ale místo toho používá externí kompilátor jako je gcc. V současné verzi 3.5 podporuje mnoho programovacích jazyků jako jsou Ada, Bash, C, C++, Fortran, Java, Pascal, Perl, PHP, Python, Ruby a další.

## Historie
Původní projekt KDevelop verze 1.x a 2.x bylo vyvíjen více než čtyři roky. 30. března 2001 začal vývojář Bernd Gehrmann tento projekt kompletně přepisovat. Pod heslem: nové vývojové prostředí pro nové tisíciletí, se zrodil nový projekt se jménem KDevelop 3.x. První verze s označením KDE 3.2 spatřila světlo světa v únoru 2004. Vývoj projektu byl zastaven v roce 2008. Následující projekt KDevelop 4.x je ve vývoji od srpna 2005. Jedná se o kompletně přepsaný projekt obsahující lepší jádro a více objektově orientovaných modelů. První vydání této verze se plánuje na konec roku 2008.

## Rysy
Architektura KDevelop 3 je založena na pluginech (v současnosti existuje 50 až 100 pluginů). KDevelop používá vestavěný textový editor skrze framework KPart. Výchozí editor je Kate, jenž může být nahrazen editorem založeném na Qt Designeru. Dalšími rysy jsou:
- editor zdrojového kódu s barevným zvýrazněním syntaxe a automatickým odsazováním (Kate)
- správa projektu pro různé typy projektů (Automake, qmake pro projekty založené na Qt a Ant pro projekty v Javě)
- prohlížeč tříd
- návrhář GUI
- front-end pro gcc
- front-end pro GNU Debugger
- průvodci pro generování a aktualizaci definic tříd
- automatické doplňování kódu v programovacím jazyce C
- vestavěná podpora Doxygenu
- podpora systémů pro správu a verzování zdrojových kódů (CVS, Subversion, Perforce a ClearCase)
- podpora vývoje GTK+ a wxWidgets aplikací

Využití pluginů přináší výhody zejména při modifikacích, kdy vývojářům stačí zkompilovat změněný plugin místo celého projektu. Prostředí dovoluje nastavit několik profilů, které určí, které pluginy se mají při startu aktivovat. Kdevelop je nezávislé na prostředí, ze kterého je spouštěno, takže podporuje KDE i Gnome a další technologie jako Qt, GTK+ a wxWidgets.
KDevelop dovoluje pracovat s již zmíněnými programovacími jazyky jako: jazyk C, C++, Perl, Python, PHP, Java, Fortran, Ruby, Ada, Pascal, SQL a skripty jazyka Bash. Podporované buildovací utility zahrnují GNU (automake), cmake, qmake a make pro uživatelské projekty (KDevelop vám automaticky nesmaže váš vlastní build pokud mu nedáte pokyn). Podporovány jsou i projekty skriptů, ty ale build nevyužívají.
Funkce kompletace kódu je dostupná v jazycích C a C++. Symboly jsou uchovávány v databázi typu Berkeley DB pro rychlé vyhledání bez nutnosti provedení další syntaktické analýzy. KDevelop vývojářům nabízí i framework pro tvorbu nových syntaktických analyzátorů pro další programovací jazyky.
Zabudovaný debugger, pracující rovněž na základě pluginu, umožňuje graficky zobrazit nejen breakpointy a usnadňuje tak proces ladění, na rozdíl od GNU debuggeru v podobě příkazové řádky.